# Делисьяс (муниципалитет)
Делисьяс (исп. Delicias) — муниципалитет в Мексике, штат Чиуауа с административным центром в одноимённом городе. Численность населения, по данным переписи 2010 года, составила 137 935 человек.

## Общие сведения
Название Delicias с испанского языка можно перевести как прелесть, радость, наслаждение, и оно было заимствовано у бывшей асьенды, расположенной в соседнем муниципалитете Росалес.
Площадь муниципалитета равна 533 км², что составляет 0,22 % от общей площади штата, а наивысшая точка — 1280 метров, расположена в поселении Ла-Приета.
Он граничит с другими муниципалитетами штата Чиуауа: на севере с Меоки и Хулимесом, на востоке и юге с Саусильо, и на западе с Росалесом.

## Учреждение и состав
Муниципалитет был образован 7 января 1935 года, в его состав входит 317 населённых пунктов, самые крупные из которых:
| Код INEGI | Населённый пункт                                                                                        | Численность населения (2005 год) | Численность населения (2010 год) |
| --------- | --- | -------------------------------- | -------------------------------- |
| 021       | Всего                                                                                                   | 127211                           | 137935                           |
| 0001      | Делисьяс (исп. Delicias) 28°11′36″ с. ш. 105°28′16″ з. д.                                               | 108187                           | 118071                           |
| 0858      | Колония-Револусьон (исп. Colonia Revolución) 28°14′30″ с. ш. 105°26′37″ з. д.                           | 3615                             | 3995                             |
| 0083      | Мигель-Идальго (исп. Miguel Hidalgo) 28°09′13″ с. ш. 105°23′38″ з. д.                                   | 3017                             | 2850                             |
| 0609      | Колония-Кампесина (исп. Colonia Campesina) 28°08′25″ с. ш. 105°31′36″ з. д.                             | 2014                             | 2365                             |
| 0108      | Колония-Николас-Браво (исп. Colonia Nicolás Bravo (Km. Noventa y Dos)) 28°05′32″ с. ш. 105°31′40″ з. д. | 1435                             | 1772                             |
| 0371      | Колония-Террасас (исп. Colonia Terrazas) 28°14′15″ с. ш. 105°28′05″ з. д.                               | 1614                             | 1602                             |
| 0002      | Колония-Абрахам-Гонсалес (исп. Colonia Abraham González (La Quemada)) 28°12′24″ с. ш. 105°24′27″ з. д.  | 1432                             | 1404                             |

## Экономика
По статистическим данным 2000 года, работоспособное население занято по секторам экономики в следующих пропорциях: сельское хозяйство, скотоводство и рыбная ловля — 27,9 %, промышленность и строительство — 42,6 %, сфера обслуживания и туризма — 27,2 %, прочее — 2,3 %.

## Инфраструктура
По статистическим данным 2010 года, инфраструктура развита следующим образом:
- электрификация: 99,5 %;
- водоснабжение: 99,4 %;
- водоотведение: 98,9 %.

## Фотографии

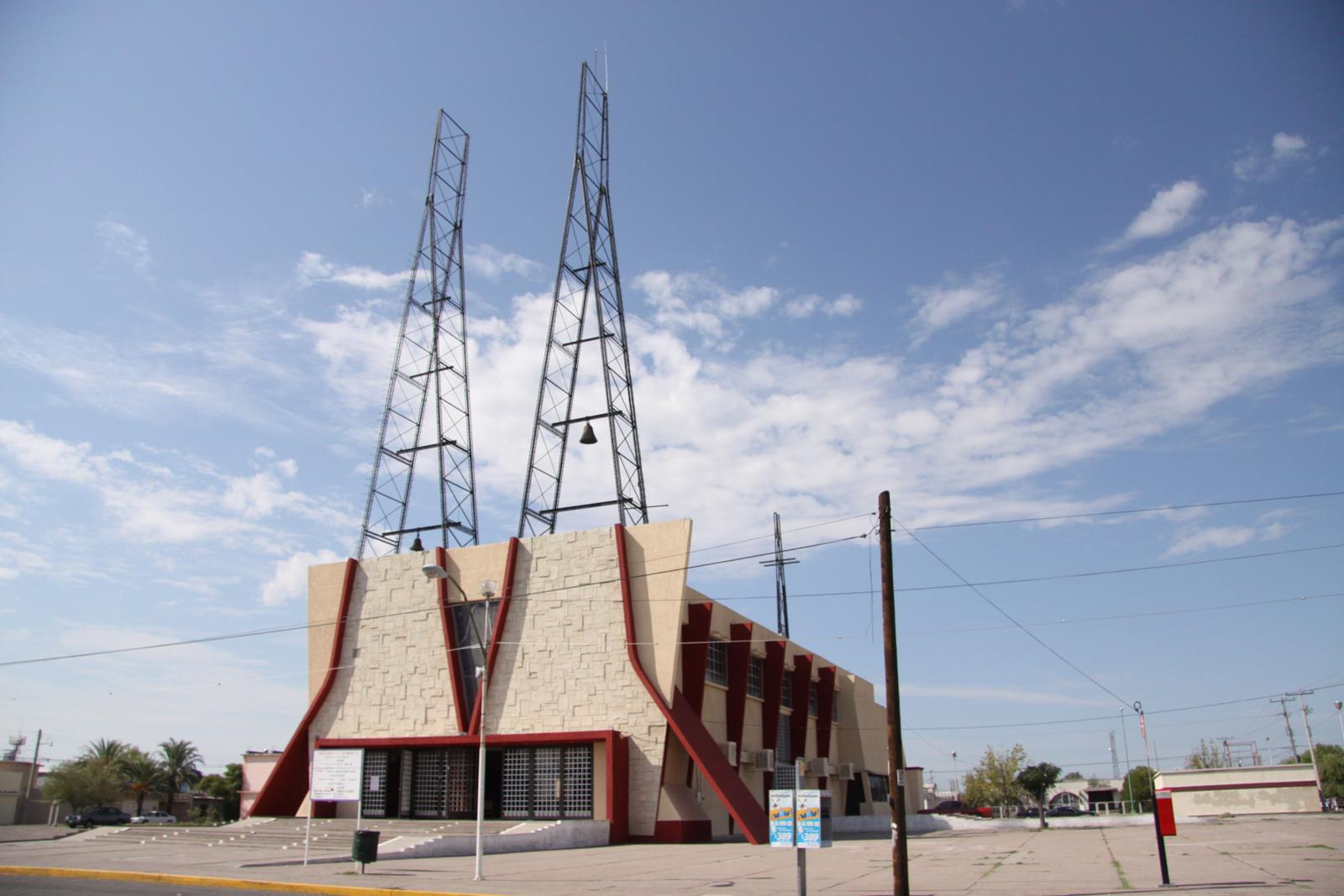
Святилище Гуадалупе
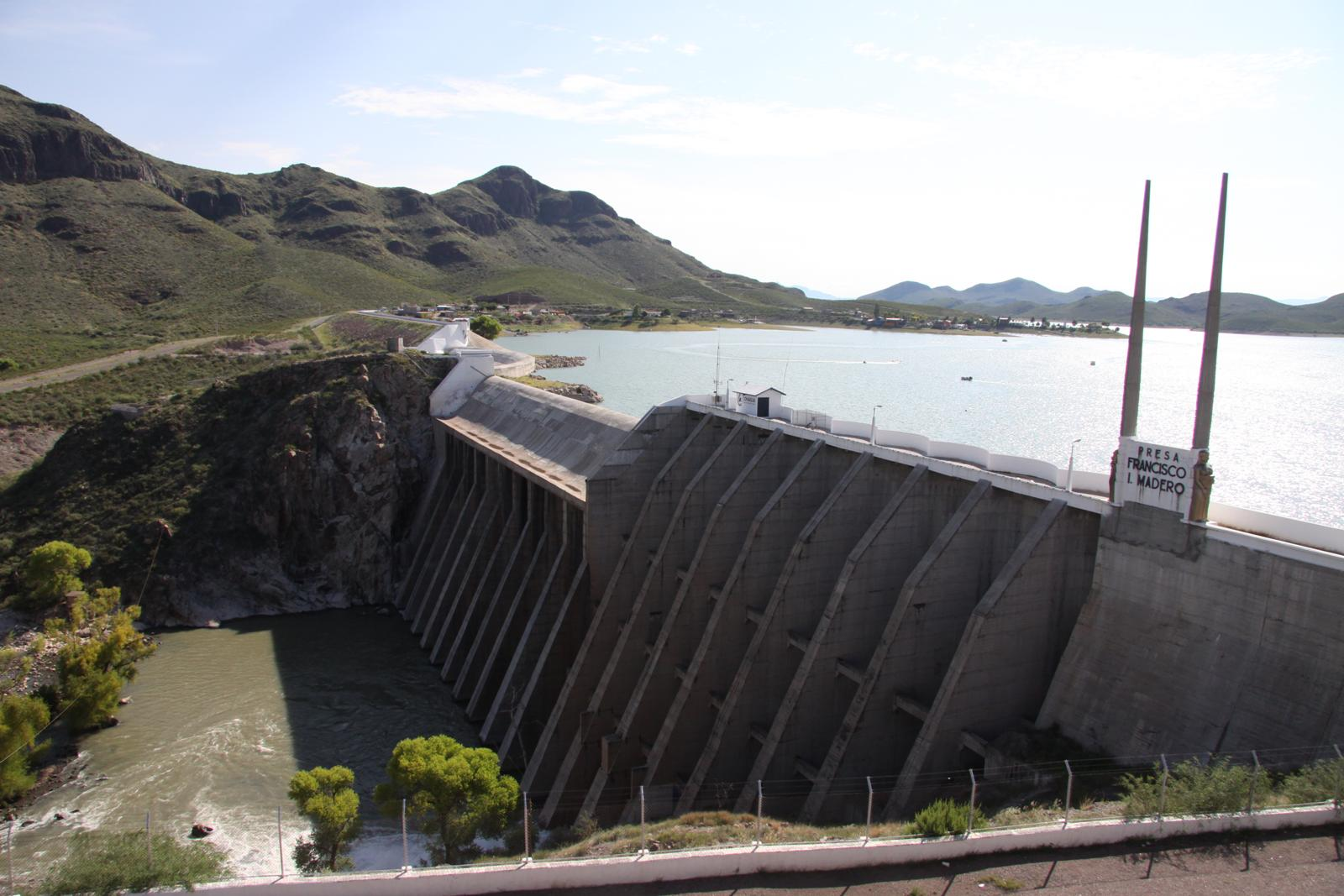
Водохранилище и дамба Франсиско-Мадеро
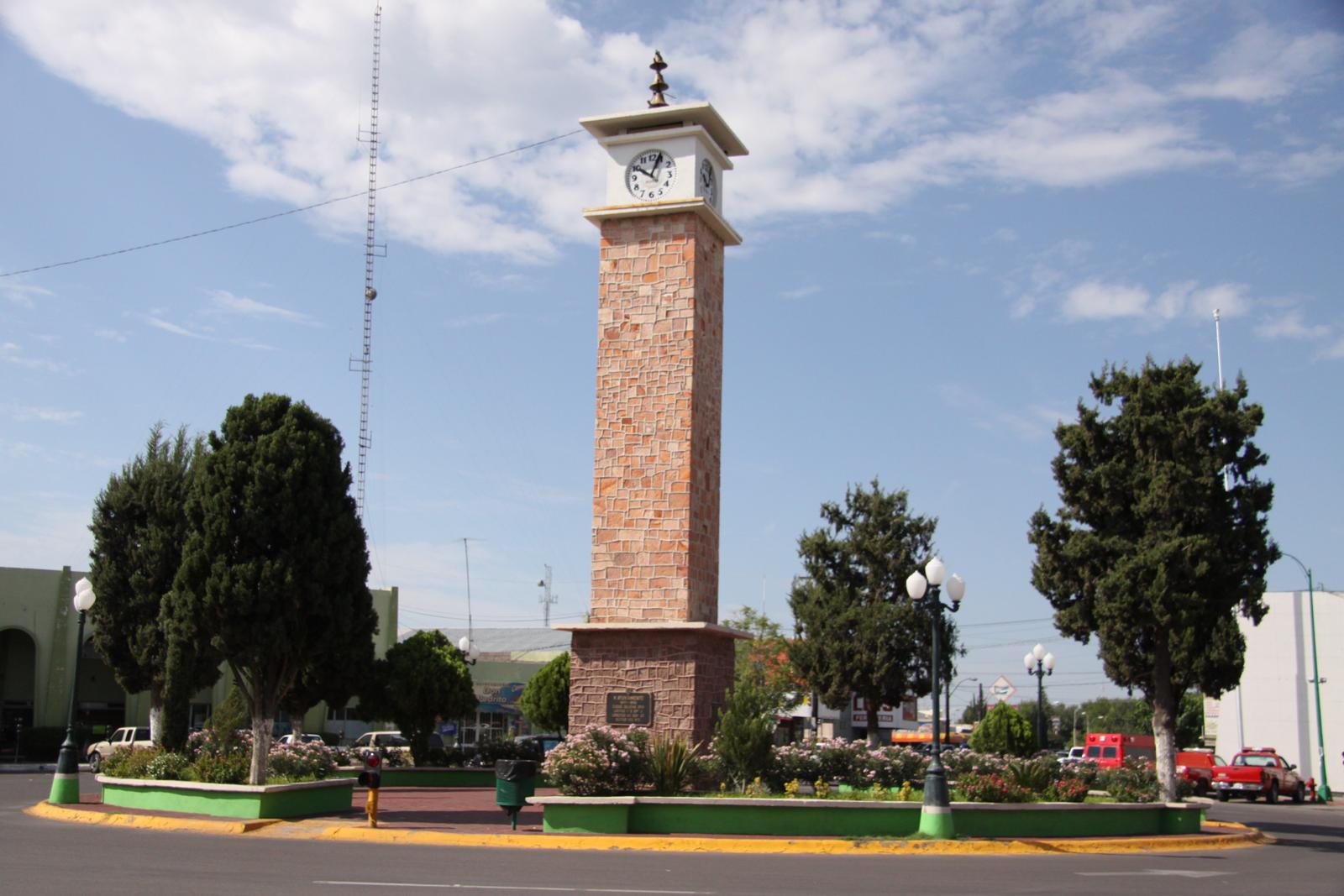
Башня с часами